# Wereldkampioenschappen kunstschaatsen 1949
De Wereldkampioenschappen kunstschaatsen 1949 werden gevormd door drie toernooien die door de Internationale Schaatsunie werden georganiseerd.
Voor de mannen was het de 40 editie, voor de vrouwen de 30 editie en voor de paren de 28e editie. De kampioenschappen vonden plaats van 16 tot en met 18 februari in Parijs, Frankrijk. Parijs was voor de tweede maal gaststad, voor Frankrijk gold dit als gastland. In 1936 werden de drie toernooien ook in Parijs georganiseerd.

## Deelname
Er namen deelnemers uit tien landen deel aan deze kampioenschappen. Zij vulden 39 startplaatsen in.
Namens België kwam het schaatspaar Suzanne Gheldolf / Jacques Rénard als derde paar uit bij het paarrijden, zij traden hiermee in de voetsporen van de tweevoudige wereldkampioenen Micheline Lannoy / Pierre Baugniet (1947 en 1948) en de bronzenmedaillewinnaars Suzanne Diskeuve / Edmond Verbustel (1947).
(Tussen haakjes het totale aantal startplaatsen in de drie toernooien.)
| Verenigde Staten (10) Verenigd Koninkrijk (8) Oostenrijk (6) Frankrijk (4) Tsjecho-Slowakije (4) | Hongarije (3) België (1) Denemarken (1) Italië (1) Zwitserland (1) |

## Medailleverdeling
Bij de mannen prolongeerde Richard Button de wereldtitel, het was zijn derde medaille, in 1947 won hij brons. De nummer drie van 1948, Ede Király, eindigde dit jaar op plaats twee. Dit was de eerste zilveren medaille bij de mannen voor Hongarije. Edi Rada behaalde de bronzen medaille.
Bij de vrouwen werd Alena Vrzáňová de negende wereldkampioene. Het was de eerste wereldtitel in het kunstschaatsen voor Tsjechoslowakije. Het was de tweede medaille voor Tsjechoslowakije bij de vrouwen, in 1948 behaalde Jiřina Nekolová de bronzen medaille. Met de zilveren en bronzen medaille behaalden respectievelijk Yvonne Sherman en Jeannette Altwegg hun eerste medaille.
Bij de paren veroverden Kékesy / Király als twaalfde paar de wereldtitel. Het was de vijfde wereldtitel bij de paren voor Hongarije, het paar Emília Rotter / László Szollás veroverde deze titel in 1931, 1933, 1934 en 1935. Broer en zus Karol en Peter Kennedy veroverden net als in 1947 de zilveren medaille, het was ook hun tweede medaille. Het debuterende paar Davies / Hoffner veroverden de bronzen medaille.
Ede Király veroverde voor het tweede opeenvolgende jaar twee medailles in hetzelfde jaar, alleen Herma Szabo die in 1925, 1926 en 1927 drie jaar oprij twee medailles won ging hem hierin voor.
| Discipline | Goud                       | Zilver                        | Brons                          |
| ---------- | -------------------------- | ----------------------------- | ------------------------------ |
| Mannen     | Richard Button             | Ede Király                    | Edi Rada                       |
| Vrouwen    | Alena Vrzáňová             | Yvonne Sherman                | Jeannette Altwegg              |
| Paren      | Andrea Kékesy / Ede Király | Karol Kennedy / Peter Kennedy | Anne Davies / Carleton Hoffner |

## Uitslagen
| #      | naam (deelname)      | land                                        | pc |
| ------ | -------------------- | ------------------------------------------- | -- |
| Goud   | Richard Button (3)   | Vlag van Verenigde Staten (1912-1959)       | 5  |
| Zilver | Ede Király (2)       | Vlag van Hongarije (1946-1949 en 1956-1957) | 12 |
| Brons  | Edi Rada (4)         | Vlag van Oostenrijk                         | 13 |
| 4      | James Grogan (2)     | Vlag van Verenigde Staten (1912-1959)       | 23 |
| 5      | Helmut Seibt (2)     | Vlag van Oostenrijk                         | 26 |
| 6      | Hayes Alan Jenkins   | Vlag van Verenigde Staten (1912-1959)       | 29 |
| 7      | Austin Holt          | Vlag van Verenigde Staten (1912-1959)       | 34 |
| 8      | Carlo Fassi          | Vlag van Italië                             | 38 |
| 9      | Per Cock-Clausen (5) | Vlag van Denemarken                         | 45 |
| 10     | Jean Vives           | Vlag van Frankrijk                          | 50 |

| #      | naam (deelname)           | land                                  | pc     |
| ------ | ------------------------- | ------------------------------------- | ------ |
| Goud   | Alena Vrzáňová (3)        | Vlag van Tsjecho-Slowakije            | 7      |
| Zilver | Yvonne Sherman (2)        | Vlag van Verenigde Staten (1912-1959) | 17     |
| Brons  | Jeannette Altwegg (3)     | Vlag van Verenigd Koninkrijk          | 18     |
| 4      | Jiřina Nekolová (3)       | Vlag van Tsjecho-Slowakije            | 44.5   |
| 5      | Bridget Shirley Adams (3) | Vlag van Verenigd Koninkrijk          | 46     |
| 6      | Andra McLaughlin          | Vlag van Verenigde Staten (1912-1959) | 48     |
| 7      | Virginia Baxter           | Vlag van Verenigde Staten (1912-1959) | 53     |
| 8      | Dagmar Lerchova (2)       | Vlag van Tsjecho-Slowakije            | 55     |
| 9      | Jacqueline du Bief (2)    | Vlag van Frankrijk                    | 67     |
| 10     | Barbara Wyatt (2)         | Vlag van Verenigd Koninkrijk          | 71     |
| 11     | Helen Uhl                 | Vlag van Verenigde Staten (1912-1959) | 68.5   |
| 12     | Valda Osborn              | Vlag van Verenigd Koninkrijk          | 73     |
| 13     | Beryl Bailey (2)          | Vlag van Verenigd Koninkrijk          | 82     |
| 14     | Lilly Fuchs               | Vlag van Oostenrijk                   | 85     |
| 15     | Liliane Madaule           | Vlag van Frankrijk                    | 105    |
| -      | Eva Pawlik (2)            | Vlag van Oostenrijk                   | t.z.t. |
| -      | Joan Lister               | Vlag van Verenigd Koninkrijk          | t.z.t. |

| Er deden twaalf paren uit acht landen mee, waaronder vier debuterende. \| # \| naam (deelname) \| land \| pc \| \| ------ \| ------------------------------------------- \| ------------------------------------------- \| ---- \| \| Goud \| Andrea Kékesy (2) Ede Király (2) \| Vlag van Hongarije (1946-1949 en 1956-1957) \| 7 \| \| Zilver \| Karol Kennedy (3) Peter Kennedy (3) \| Vlag van Verenigde Staten (1912-1959) \| 14.5 \| \| Brons \| Anne Davies Carleton Hoffner \| Vlag van Verenigde Staten (1912-1959) \| 31.5 \| \| 4 \| Marianne Nagy (2) László Nagy (2) \| Vlag van Hongarije (1946-1949 en 1956-1957) \| 33 \| \| 5 \| Hertha Ratzenhofer (2) Emil Ratzenhofer (2) \| Vlag van Oostenrijk \| 35.5 \| \| 6 \| Jennifer Nicks (2) John Nicks (2) \| Vlag van Verenigd Koninkrijk \| 35.5 \| \| 7 \| Bela Zachová (2) Jaroslav Zach (2) \| Vlag van Tsjecho-Slowakije \| 49.5 \| \| 8 \| Elianne Steinemann (2) André Calame (2) \| Vlag van Zwitserland \| 56.5 \| \| 9 \| Elli Staerck Harry Gareis \| Vlag van Oostenrijk \| 66.5 \| \| 10 \| Denise Favart (3) Jacques Favart (3) \| Vlag van Frankrijk \| 63 \| \| 11 \| Suzanne Gheldolf Jacques Rénard \| Vlag van België \| 75 \| \| 12 \| Pamela Davis Peter Scholes \| Vlag van Verenigd Koninkrijk \| 78.5 \| |                                             |                                             |      |
| # | naam (deelname)                             | land                                        | pc   |
| Goud | Andrea Kékesy (2) Ede Király (2)            | Vlag van Hongarije (1946-1949 en 1956-1957) | 7    |
| Zilver | Karol Kennedy (3) Peter Kennedy (3)         | Vlag van Verenigde Staten (1912-1959)       | 14.5 |
| Brons | Anne Davies Carleton Hoffner                | Vlag van Verenigde Staten (1912-1959)       | 31.5 |
| 4 | Marianne Nagy (2) László Nagy (2)           | Vlag van Hongarije (1946-1949 en 1956-1957) | 33   |
| 5 | Hertha Ratzenhofer (2) Emil Ratzenhofer (2) | Vlag van Oostenrijk                         | 35.5 |
| 6 | Jennifer Nicks (2) John Nicks (2)           | Vlag van Verenigd Koninkrijk                | 35.5 |
| 7 | Bela Zachová (2) Jaroslav Zach (2)          | Vlag van Tsjecho-Slowakije                  | 49.5 |
| 8 | Elianne Steinemann (2) André Calame (2)     | Vlag van Zwitserland                        | 56.5 |
| 9 | Elli Staerck Harry Gareis                   | Vlag van Oostenrijk                         | 66.5 |
| 10 | Denise Favart (3) Jacques Favart (3)        | Vlag van Frankrijk                          | 63   |
| 11 | Suzanne Gheldolf Jacques Rénard             | Vlag van België                             | 75   |
| 12 | Pamela Davis Peter Scholes                  | Vlag van Verenigd Koninkrijk                | 78.5 |

Medaillewinnaars

Mannen · 
Vrouwen ·
Paren · 
IJsdansen

 Toernooi

1896 · 
1897 · 
1898 · 
1899 · 
1900 · 
1901 · 
1902 · 
1903 · 
1904 · 
1905 · 
1906 · 
1907 · 
1908 · 
1909 · 
1910 · 
1911 · 
1912 · 
1913 · 
1914 · 
1915-1921 · 
1922 · 
1923 · 
1924 · 
1925 · 
1926 · 
1927 · 
1928 · 
1929 · 
1930 · 
1931 · 
1932 · 
1933 · 
1934 · 
1935 · 
1936 · 
1937 · 
1938 · 
1939 ·
1940-1946 · 
1947 · 
1948 · 
1949 · 
1950 · 
1951 · 
1952 · 
1953 · 
1954 · 
1955 · 
1956 · 
1957 · 
1958 · 
1959 · 
1960 · 
1961 · 
1962 · 
1963 · 
1964 · 
1965 · 
1966 · 
1967 · 
1968 · 
1969 · 
1970 · 
1971 · 
1972 · 
1973 · 
1974 · 
1975 · 
1976 · 
1977 · 
1978 · 
1979 · 
1980 · 
1981 · 
1982 · 
1983 · 
1984 · 
1985 · 
1986 · 
1987 · 
1988 · 
1989 · 
1990 · 
1991 · 
1992 · 
1993 · 
1994 · 
1995 ·
1996 · 
1997 · 
1998 · 
1999 · 
2000 · 
2001 · 
2002 · 
2003 · 
2004 · 
2005 · 
2006 ·
2007 ·
2008 ·
2009 ·
2010 ·
2011 ·
2012 ·
2013 ·
2014 ·
2015 ·
2016 ·
2017 ·
2018 ·
2019 · 
2020 · 
2021 ·
2022 ·
2023 ·
2024

 ISU-kampioenschappen

WK kunstschaatsen junioren ·
EK kunstschaatsen ·
Viercontinentenkampioenschap ·
Olympische Spelen